# Tex Whitelocke
Tex Whitelocke (12 luglio 1990) è un calciatore britannico delle Isole Cayman, centrocampista del George Town.

## Carriera

### Club
Ha giocato nella massima serie del campionato delle Isole Cayman con il George Town.

### Nazionale
Ha esordito in Nazionale nel 2010, prendendo parte ad alcune partite di qualificazione ai Mondiali 2014.